# (3676) Hahn
(3676) Hahn (1984 GA) – planetoida z pasa głównego asteroid okrążająca Słońce w ciągu 3,16 lat w średniej odległości 2,15 au Odkrył ją Edward Bowell 3 kwietnia 1984 roku.